# Il rompiballe (film 1973)
Il rompiballe (L'emmerdeur) è un film del 1973 diretto da Édouard Molinaro.
La pellicola francese è tratta da una pièce di Francis Veber.

## Trama
Ralf Milan è un killer di professione che è stato incaricato dalla malavita di eliminare un testimone scomodo: per tale motivo prende alloggio in un hotel di fronte al palazzo di giustizia di Montpellier dove il suo bersaglio dovrà presentarsi. Un suo vicino di stanza, François Pignon, rappresentante di camicie in crisi depressiva per essere stato da poco piantato dalla moglie, tenta il suicidio nella stanza da bagno provocando però un'inondazione. Milan lo salva e persuade i responsabili dell'albergo a non chiamare la polizia, promettendo di prendersi cura di Pignon. Egli si troverà irrimediabilmente coinvolto nei problemi di Pignon che, dimostrandosi fin troppo riconoscente al punto di divenire insopportabilmente invadente, manderà a monte la sua missione.

## Remake
- Buddy Buddy, regia di Billy Wilder (1981)
- Il rompiballe, regia di Francis Veber (2008)